# ایو سن لوران (فیلم)
ایو سن لوران (انگلیسی: Yves Saint Laurent) یک فیلم در ژانر زندگی‌نامه‌ای و درام به کارگردانی جلیل لیسپرت است که در سال ۲۰۱۴ منتشر شد.

## بازیگران
- پیر نینی
- گیوم گالین
- شارلوت لوبون
- نیکولای کینسکی
- لورا اسمت
- آنا آلوارو
- آمیرا کاسار